# Кубок Словенії з футболу 1995—1996
Кубок Словенії з футболу 1995–1996 — 5-й розіграш кубкового футбольного турніру в Словенії. Титул вдруге здобула Олімпія (Любляна).

## 1/16 фіналу
| Команда 1         | Рахунок      | Команда 2             |
| ----------------- | ------------ | --------------------- |
| Нафта             | 2:6          | Браник (Марибор)      |
| Коротан (Превалє) | 0:0 пен. 3:4 | Примор'є              |
| Цанкова           | 0:8          | Шентюр                |
| Побреж'є          | 0:3          | Копер                 |
| Алюміній          | 3:1          | Драва (Птуй)          |
| Дравиня           | 0:2          | Желєзнічар (Любляна)  |
| Баковці           | +:-          | Істрагас Ядран Декані |
| Чрнуче            | 3:1          | Загор'є               |
| Вевче             | 1:3          | Олімпія (Любляна)     |
| Ізола             | 0:0 пен. 3:5 | Мура                  |
| Рудар (Веленє)    | 1:0          | Потрошник (Белтинці)  |
| Транспорт         | 2:1          | Желєзнічар (Марибор)  |
| Адріа (Мірен)     | 0:3          | Гориця                |
| Кочев'є           | -:+          | Публікум (Цельє)      |
| Високо            | 1:2          | Накло                 |
| Чентиба           | 3:1          | Сава (Крань)          |

## 1/8 фіналу
| Команда 1            | Рахунок      | Команда 2         |
| -------------------- | ------------ | ----------------- |
| Алюміній             | 0:5          | Примор'є          |
| Накло                | 0:0 пен. 3:2 | Шентюр            |
| Рудар (Веленє)       | 0:0 пен. 4:2 | Браник (Марибор)  |
| Желєзнічар (Любляна) | 4:2 дч       | Чрнуче            |
| Баковці              | 0:2          | Олімпія (Любляна) |
| Транспорт            | 1:3          | Мура              |
| Копер                | 0:1          | Гориця            |
| Чентиба              | 1:17         | Публікум (Цельє)  |

## 1/4 фіналу
| Команда 1            | Заг. | Команда 2      | 1-й матч | 2-й матч |
| -------------------- | ---- | -------------- | -------- | -------- |
| Олімпія (Любляна)    | 5:1  | Гориця         | 3:1      | 2:0      |
| Публікум (Цельє)     | 3:2  | Мура           | 2:0      | 1:2      |
| Накло                | 2:5  | Примор'є       | 0:2      | 2:3      |
| Желєзнічар (Любляна) | 2:5  | Рудар (Веленє) | 0:2      | 2:3      |

## 1/2 фіналу
| Команда 1         | Заг. | Команда 2        | 1-й матч | 2-й матч |
| ----------------- | ---- | ---------------- | -------- | -------- |
| Олімпія (Любляна) | 3:1  | Рудар (Веленє)   | 3:1      | 0:0      |
| Примор'є          | 2:1  | Публікум (Цельє) | 0:1      | 2:0      |

## Фінал
| Команда 1               | Заг. | Команда 2         | 1-й матч | 2-й матч |
| ----------------------- | ---- | ----------------- | -------- | -------- |
| 15 травня/5 червня 1996 |      |                   |          |          |
| Примор'є                | 1:2  | Олімпія (Любляна) | 0:1      | 1:1      |

## Перший матч
| 15 травня 1996 |

| Примор'є | 0:0 | Олімпія (Любляна) |
| -------- | --- | ----------------- |
|          |     | Шиляк 13'         |

| Місцевий стадіон, Айдовщина Глядачів: 2 000 Арбітр: Вілі Краньц |

## Повторний матч
| 5 червня 1996 |

| Олімпія (Любляна) | 1:1 | Примор'є   |
| ----------------- | --- | ---------- |
| Велковські 3'     |     | Врабац 89' |

| Бежиград, Любляна Глядачів: 2 000 Арбітр: Зоран Новарлич |